# Dr.-Erich-Krüger-Stiftung
Die Dr.-Erich-Krüger-Stiftung wurde im Dezember 2006 durch den Münchner Unternehmer Peter Krüger gegründet. Es handelt sich dabei um das größte Stiftungsvermögen einer staatlichen Hochschule in Deutschland. Diese Stiftung kommt in vollem Umfang der TU Bergakademie Freiberg zugute.

## Zweck der Stiftung
Die Stiftung ist „nicht verzehrend“. Die Mittel der Stiftung werden „… für die Förderung der praxis- und anwendungsbezogenen Wissenschaften und Forschung der Technischen Universität Bergakademie Freiberg verwendet. Dabei wird angestrebt, solche Forschungsergebnisse zu fördern, die im Freistaat Sachsen, bevorzugt in Freiberg, umgesetzt, hier produziert und von hier aus verkauft werden können. Zweck der Stiftung ist weiterhin der Aufbau und das Betreiben einer Geowissenschaftlichen Sammlung im Krügerhaus.“
Mitglieder des Stiftungsvorstands sind Erika Krüger (Vorsitzende),  Klaus-Dieter Barbknecht,  Klaus Michael Groll, Fritz Lütke-Uhlenbrock.
Die Stiftung finanziert folgende Aktivitäten:
- Krüger-Forschungskollegs (Freiberger Hochdruck-Forschungszentrum und  Bio-Hydrometallurgisches Zentrum)
- Krüger-Kolloquien zu aktuellen Themen wirtschaftlicher und gesellschaftspolitischer Problemstellungen
- Das Krügerhaus ist der Sitz der Stiftung und präsentiert die  Mineralogische Sammlung Deutschland.
- Förderung des wissenschaftlichen Nachwuchses
- Unterstützung des Deutschlandstipendiums
- Förderung von Doktoranden mit einem „Krüger-Stipendien“
- Anschaffung von Großgeräten zur Förderung der Infrastruktur der TU Bergakademie Freiberg